# Élections législatives de 2007 dans la 14e circonscription du Nord
Les élections législatives françaises de 2007 dans la 14e circonscription du Nord se déroulent le 10 juin 2007.

## Circonscription
Par la loi no 86-1197 du 24 novembre 1986, la 14e circonscription du Nord regroupe jusqu'en 2010 les divisions administratives suivantes : canton de Bergues, canton de Bourbourg, canton de Cassel, canton d'Hondschoote, canton de Steenvoorde et canton de Wormhout et les communes de Bray-Dunes et de Zuydcoote.

## Contexte
Le député sortant Jean-Pierre Decool (UMP) maire de Brouckerque se trouve face à Francis Bassemon (PRG), Séverine Potvin-Belet (UDF), Roger Lessieux (FN), Marie Bouzat (LCR), Laurence Hugues (Les Verts), Daniel Wexsteen (CPNT), David Dupuich (LO), Annie Barois (PCF), Jean-Luc Legarez (GÉ), Victoire Lefort (MPF) et Agnès Secret (MNR).

## Résultats
Ce scrutin voit la première réélection de Jean-Pierre Decool comme député du Nord et ouvre son deuxième mandat à la chambre basse du Parlement français.
- Député sortant : Jean-Pierre Decool (UMP)

|                | Jean-Pierre Decool sortant réélu | UMP            | 26 555 | 56,67  |  |  |  |
|                | Francis Bassemon                 | PRG            | 7 913  | 16,89  |  |  |  |
|                | Séverine Potvin-Belet            | UDF–MoDem      | 2 531  | 5,4    |  |  |  |
|                | Roger Lessieux                   | FN             | 2 365  | 5,05   |  |  |  |
|                | Marie Bouzat                     | LCR            | 1 932  | 4,12   |  |  |  |
|                | Laurence Hugues                  | Les Verts      | 1 407  | 3      |  |  |  |
|                | Daniel Wexsteen                  | CPNT           | 1 276  | 2,72   |  |  |  |
|                | David Dupuich                    | LO             | 1 008  | 2,15   |  |  |  |
|                | Annie Barois                     | PCF            | 590    | 1,26   |  |  |  |
|                | Jean-Luc Legarez                 | GÉ             | 508    | 1,08   |  |  |  |
|                | Victoire Lefort                  | MPF            | 507    | 1,08   |  |  |  |
|                | Agnès Secret                     | MNR            | 263    | 0,56   |  |  |  |
|                |                                  |                |        |        |  |  |  |
| Inscrits       | Inscrits                         | Inscrits       | 74 163 | 100,00 |  |  |  |
| Abstentions    | Abstentions                      | Abstentions    | 26 064 | 35,14  |  |  |  |
| Votants        | Votants                          | Votants        | 48 099 | 64,86  |  |  |  |
| Blancs et nuls | Blancs et nuls                   | Blancs et nuls | 1 244  | 2,59   |  |  |  |
| Exprimés       | Exprimés                         | Exprimés       | 46 855 | 97,41  |  |  |  |